# Pena de muerte en Chile

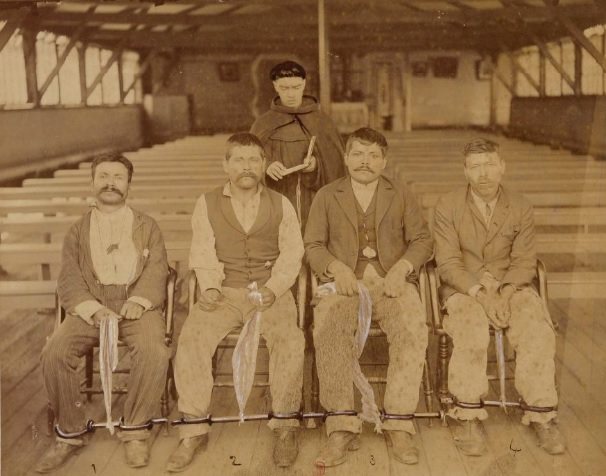
Condenados a muerte en la Capilla de la Penitenciaría de Santiago, ejecutados el 1 de octubre de 1895.

En Chile, la pena de muerte fue derogada  en 2001 por Ley N.º 19.734, durante el gobierno de Ricardo Lagos Escobar, que modificó diversas leyes y normativas (entre ellas, el Código Penal, la Ley de Seguridad del Estado y el Código de Justicia Militar), reemplazando la pena capital con la de presidio perpetuo calificado. El Código Penal establece, en su artículo 32 bis regla 1.ª, que aquel condenado por esta última pena no podrá optar a la libertad condicional sino una vez transcurridos 40 años de privación de libertad efectiva.
En el caso de la Justicia Militar, la pena de muerte se mantiene para los tiempos de guerra. También se contempla en la Constitución en su Artículo 19, número 1, que indica que la pena de muerte sólo podrá establecerse por delito contemplado en ley aprobada con quórum calificado. La Constitución Política de Chile, en su articulado transitorio Primero, mantuvo vigente las disposiciones anteriores a ella que se referían a la pena de muerte, hasta la dictación de las leyes de quorúm calificado que nunca hasta la derogación de la pena de muerte se dictaron.
Chile reiteró su postura en materia internacional con la suscripción y ratificación de instrumentos destinados a la abolición de la pena de muerte. En 2008 ratificó el Segundo Protocolo Facultativo del Pacto Internacional de Derechos Civiles y Políticos, que tiene como objeto la abolición de la pena de muerte, con la excepción de delitos graves cometidos en tiempos de guerra. Ese mismo año ratificó el Protocolo a la Convención Americana sobre Derechos Humanos relativo a la abolición de la pena de muerte, que establece como excepción los delitos graves de carácter militar.

## Aplicación

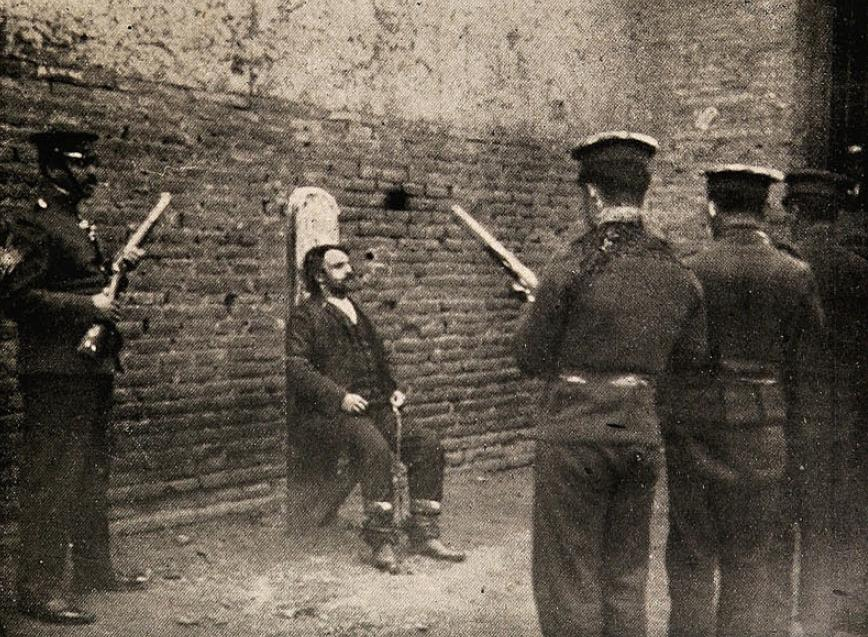
Émile Dubois durante su ejecución dijo: "ejecutadme y apuntad bien al corazón".

La pena de muerte como castigo máximo se aplicó en Chile desde tiempos coloniales. La última vez que se aplicó fue el 29 de enero de 1985, terminando con la vida de los carabineros Carlos Alberto Topp Collins y Jorge Sagredo Pizarro, conocidos como los «psicópatas de Viña del Mar», por ser responsables de una decena de homicidios en serie perpetrados en dicha ciudad.
Uno de los casos más polémicos de ejecución de la pena capital en Chile fue el de Jorge del Carmen Valenzuela Torres, conocido como «el Chacal de Nahueltoro», quien en 1960 dio muerte a una mujer y a los hijos de ella. Tras ser capturado y condenado a la pena de muerte, se desarrolló un fuerte debate en la sociedad chilena debido a la paradoja que constituía el proceso de rehabilitación por el que había pasado el "Chacal" en la cárcel, sin la posibilidad de ser indultado antes de su muerte.

## Ejecutados
La pena de muerte en Chile fue incluida en el ordenamiento jurídico en 1875, siguiendo la tradición de los tiempos de la colonia española, siendo usada solamente para crímenes involucrando robo con intimidación o violencia, piratería, traición, o cualquier delito que termine con la vida de la víctima. Uno de los primeros reos en ser ejecutado fue Pedro Ñancúpel, pirata chilote, en el año 1888. 
Según fuentes oficiales, desde 1890, en Chile 57 personas fueron condenadas por los tribunales a la pena de muerte. Del total, 29 de ellos habían cometido robo con homicidio; 23, homicidio calificado; uno por asalto con homicidio; uno homicidio con incendio y tres homicidio con violación. Ellos son:
| Fecha                    | Lugar        | Nombre                                | Delito                                           | Ref.   |
| ------------------------ | ------------ | ------------------------------------- | ------------------------------------------------ | ------ |
| 4 de abril de 1852       | Valparaíso   | Miguel José Cambiaso Tapia            | mutinía                                          |        |
| 9 de junio de 1879       | Ancud        | José Domingo Nahuelhuen Chigüai       | piratería                                        | [ 12 ] |
| 9 de junio de 1879       | Ancud        | Juan Andrés Piuco Linan               | piratería                                        | [ 12 ] |
| 9 de junio de 1879       | Ancud        | Juan Lepio Mañao                      | piratería                                        | [ 12 ] |
| 6 de noviembre de 1888   | Castro       | Pedro María Ñancúpel Alarcón          | piratería y varios homicidios                    | [ 13 ] |
| 3 de febrero de 1890     | Ovalle       | Emilio Tapia Zapata                   | robo con homicidio                               | [ 14 ] |
| 30 de septiembre de 1895 | San Carlos   | Eulogio Vásquez Arzola                | homicidio                                        |        |
| 11 de mayo de 1901       | Yungay       | Aquilino Muñoz Carvajal               | robo con homicidio                               |        |
| 11 de mayo de 1901       | Yungay       | Pedro Rivas San Martín                | robo con homicidio                               |        |
| 30 de octubre de 1903    | Constitución | Estanislao Aguilera A.                | robo con homicidio                               |        |
| 7 de septiembre de 1905  | Chillán      | Leopoldo Muñoz López                  | robo con homicidio                               |        |
| 6 de septiembre de 1906  | Valdivia     | Serafín Rodríguez Pincheira           | homicidio                                        |        |
| 26 de marzo de 1907      | Valparaíso   | Émile Dubois                          | cuatro homicidios                                |        |
| 24 de agosto de 1907     | Los Ángeles  | Miguel Robles Mejías                  | homicidio                                        |        |
| 5 de julio de 1910       | Santiago     | Guillermo Beckert                     | homicidio e incendio                             |        |
| 1 de julio de 1912       | Quillota     | Alfredo Brito Brito                   | homicidio                                        |        |
| 28 de septiembre de 1912 | Arica        | Fortunato Soto Rovinot                | homicidio                                        |        |
| 13 de mayo de 1914       | Curicó       | Manuel Besoaín Muñoz                  | homicidio                                        |        |
| 3 de octubre de 1914     | Santiago     | Luis Jaque Moreno                     | parricidio                                       |        |
| 2 de noviembre de 1914   | Pitrufquén   | Eleuterio Castro Herrera              | robo con homicidio                               | [ 15 ] |
| 2 de noviembre de 1914   | Pitrufquén   | Isidoro Burgos Baeza                  | robo con homicidio                               | [ 15 ] |
| 2 de noviembre de 1914   | Pitrufquén   | Juan de Dios Muñoz Rabilar            | robo con homicidio                               | [ 15 ] |
| 19 de noviembre de 1928  | Peumo        | Manuel Contreras Contreras            | parricidio                                       | [ 16 ] |
| 5 de diciembre de 1928   | Punta Arenas | Abelardo de la Puente Flores          | robo con cuatro homicidios                       | [ 17 ] |
| 23 de diciembre de 1933  | Talca        | Francisco Antonio Manríquez Manríquez | robo con homicidio                               |        |
| 12 de mayo de 1934       | Quirihue     | Gabriel Romero Sobarzo                | robo con homicidio                               | [ 18 ] |
| 12 de mayo de 1934       | Quirihue     | Artemio Espinoza Jara                 | robo con homicidio                               | [ 18 ] |
| 15 de mayo de 1934       | San Bernardo | Manuel Muñoz Ortega                   | parricidio                                       | [ 19 ] |
| 19 de junio de 1934      | San Felipe   | Jorge Pizarro Astudillo               | robo con homicidio                               | [ 20 ] |
| 19 de junio de 1934      | San Felipe   | Bernardo Gómez Romero                 | robo con homicidio                               | [ 20 ] |
| 13 de julio de 1934      | Traiguén     | Rafael Peña Carrillo                  | robo con homicidio                               | [ 21 ] |
| 27 de septiembre de 1935 | Rengo        | Juan Morales Calquín                  | dos homicidios                                   | [ 22 ] |
| 3 de octubre de 1936     | Santiago     | Víctor Martínez Troncoso              | dos homicidios                                   | [ 23 ] |
| 30 de noviembre de 1936  | Santiago     | Roberto Barceló Lira                  | parricidio                                       | [ 24 ] |
| 25 de abril de 1938      | Santiago     | Francisco Téllez Jiménez              | robo con homicidio                               | [ 25 ] |
| 19 de noviembre de 1942  | Santiago     | Tomás Órdenes Sepúlveda               | dos homicidios y violación                       | [ 26 ] |
| 19 de noviembre de 1942  | Santiago     | Miguel Lillo Alarcón                  | dos homicidios y violación                       | [ 26 ] |
| 8 de septiembre de 1943  | Temuco       | Emilio Inostroza Sepúlveda            | robo con homicidio                               | [ 27 ] |
| 18 de agosto de 1945     | Santiago     | Juan de Dios Osorio Galdámez          | tres homicidios                                  | [ 28 ] |
| 6 de octubre de 1950     | Santiago     | Alberto Hipómenes Caldera García      | homicidio                                        | [ 29 ] |
| 12 de febrero de 1951    | Lautaro      | Federico Mardones Urrea               | robo con homicidio                               | [ 30 ] |
| 12 de febrero de 1951    | Lautaro      | René Ferrada Ferrada                  | robo con homicidio                               | [ 30 ] |
| 19 de octubre de 1951    | Santiago     | José Raúl Silva                       | robo con homicidio                               | [ 31 ] |
| 1 de julio de 1952       | Peumo        | Víctor Ortega Guzmán                  | robo con homicidio                               | [ 32 ] |
| 1 de julio de 1952       | Peumo        | Fernando Soto Soto                    | robo con homicidio                               | [ 32 ] |
| 16 de agosto de 1952     | Santiago     | Ramón Castro González                 | robo con homicidio                               | [ 33 ] |
| 2 de diciembre de 1953   | La Ligua     | Alfonso Carreño Meneses               | dos parricidios                                  | [ 34 ] |
| 4 de enero de 1954       | Constitución | Luis Bravo Henríquez                  | tres homicidios                                  | [ 35 ] |
| 4 de enero de 1954       | Constitución | Rodelindo A. González Bravo           | tres homicidios                                  | [ 35 ] |
| 29 de septiembre de 1954 | Santiago     | Alberto Cabrera Muñoz                 | robo con homicidio                               | [ 36 ] |
| 25 de enero de 1955      | Santiago     | Armando del Carmen Vidal Madariaga    | dos homicidios                                   | [ 37 ] |
| 25 de enero de 1955      | Santiago     | Carlos Segundo Espinoza Silva         | dos homicidios                                   | [ 37 ] |
| 16 de junio de 1955      | Pitrufquén   | Ricardo Ojeda Portales                | robo con homicidio                               | [ 38 ] |
| 16 de junio de 1955      | Pitrufquén   | Víctor Roa Cortés                     | robo con homicidio                               | [ 38 ] |
| 30 de abril de 1963      | Chillán      | Jorge del Carmen Valenzuela Torres    | seis homicidios y un robo                        |        |
| 15 de noviembre de 1965  | Talca        | Cesáreo del Carmen Villa Muñoz        | robo con homicidio                               | [ 39 ] |
| 7 de octubre de 1967     | Santiago     | Francisco Cuadra Pérez                | robo con tres homicidios                         | [ 40 ] |
| 7 de octubre de 1967     | Santiago     | Luis Alberto Osorio Troncoso          | robo con tres homicidios                         | [ 40 ] |
| 22 de octubre de 1982    | Calama       | Gabriel Ernesto Hernández Anderson    | robo con dos homicidios                          |        |
| 22 de octubre de 1982    | Calama       | Eduardo Segundo Villanueva Márquez    | robo con dos homicidios                          |        |
| 29 de enero de 1985      | Quillota     | Jorge José Sagredo Pizarro            | diez homicidios, cuatro violaciones y ocho robos |        |
| 29 de enero de 1985      | Quillota     | Carlos Alberto Topp Collins           | diez homicidios, cuatro violaciones y ocho robos |        |

Al momento de ser abolida la pena de muerte varios sentenciados se encontraban esperándola, por lo cual su condena automáticamente se convirtió en una cadena perpetua simple, la cual trae consigo libertad vigilada después de 20 años en prisión. Uno de los reos en salvarse de la pena de muerte bajo esta situación fue el triple homicida Rubén Millatureo, quien fue liberado en 2018 después de estar 20 años preso. La última persona en recibir la condena a pena capital fue el colombiano Hugo Gómez Padua, quien tras violar y asesinar a una niña en Colombia en 1976, incumplió su libertad condicional y entró ilegalmente a Chile en 1995. En 1999, estando asentado en Santa Cruz viola y descuartiza a Paula López Galdames de 10 años, no enfrentó al pelotón de fusilamiento debido a la abolición de la pena muerte, intenta obtener de nuevo el beneficio de libertad condicional en 2020 y 2021, sin tener éxito.
Solo dos (el alemán Guillermo Beckert y el francés Émile Dubois) eran del extranjero y no hubo mujeres fusiladas, aunque hubo varias condenadas a la pena de muerte, entre ellas Corina Rojas (parricidio) y Teresa Hidalgo (cuatro homicidios); todas lograron apelar su sentencia o recibieron el indulto presidencial.
Según la periodista Marianela Baeza, a esta lista le faltaría Nicanor Vicencio, ejecutado en 1899 en Quillota; debido a esto, se ha teorizado de que realmente se ha perdido el número exacto de ejecutados en Chile a la historia. Además, se ha sido reportado que el asesino en serie y pederasta Francisco Varela Pérez también fue sentenciado a pena de muerte, pero no existe evidencia que fue ejecutado. Supuestamente Felipe Ñancúpel (sobrino de Pedro Ñancúpel) también fue fusilado, este en 1914 por asesinar a su esposa, sin embargo tampoco aparece en fuentes oficiales.